# Реміґіюс Жемайтайтіс
Реміґіюс Жемайтайтіс (лит. Remigijus Žemaitaitis; 30 травня 1982, Шилуте, Литва) — литовський політик, лідер партії "Німанська зоря" (лит. Nemuno aušra). Від 2009 до 2024 року був членом Сейму, від 2016 до 2020 — лідером партії «Порядок і справедливість» (лит. Tvarka ir teisingumas), а від 2020 до 2024 — «Свобода і справедливість» (лит. Laisvė ir teisingumas).

## Життєпис
Після закінчення в 2000 році 1-ї Середньої школи Шилуте, Жемайтайтіс отримав ступінь магістра правознавства (спеціалізація: комерційне право) у Вільнюському університеті в 2005 році. З 2006 року навчався на магістерській програмі з економіки Міжнародної бізнес-школи Вільнюського університету у Вільнюсі.
Від серпня 2002 року до липня 2005 року Жемайтайтіс працював юристом в UAB «Dervira», а в 2004 році — у Вищій виборчій комісії. У 2004—2005 – спеціаліст 2-го Вільнюського міськрайонного суду, 2005 помічник судді, у 2005—2007 помічник голови у Вільнюському окружному суді, у 2007—2008 — радник мера Вільнюса Юозаса Імбрасаса (Tvarka ir teisingumas), 2009 співробітник євродепутатів Роландаса Паксаса та Юозаса Імбрасаса.
Коли соціал-демократ Зіґмантас Бальчитіс був обраний до Європейського парламенту в 2009 році і відмовився від свого місця в Сеймі, відбулися довибори в його попередньому виборчому окрузі Шилялє-Шилутє, на яких переміг Жемайтайтіс. Був переобраний у цьому окрузі на загальних виборах 2012 року. Чотири роки потому він повернувся до Сейму, очоливши національний список ПіС на виборах у жовтні 2016 року. На цих виборах партія зазнала значних втрат. Роландас Паксас пішов з партійного керівництва, а Жемайтайтіс став його наступником. У 2018 році він також став заступником голови Сейму. У червні 2020 року Tvarka ir teisingumas об'єдналася з Lietuvos laisvės sąjunga (LLS; Спілка свободи Литви), щоб утворити партію Laisvė ir teisingumas (Свобода і справедливість), головою якої Жемайтайтіс був до 2023 року. 19 травня 2023 Свобода і справедливість скасувала членство Жемайтайтіса через його антисемітські заяви, після чого він створив «Німанську зорю». Був кандидатом на виборах президента Литви 2024 року.

## Сім'я
Жемайтайтіс одружений з юристкою Живілє Жемайтайтене, помічником адвоката юридичної фірми «ADLEX».

## Критика
Деякі журналісти відзначають певний популізм Жемайтайтіса, його орієнтацію на мешканців сіл та малих містечок, часте використання антиізраїльської риторики. Його «Німанська зоря», будучи загалом правоцентристською партією, не цурається антимігрантських, анти-ЛГБТ та антиєврейських гасел.

## Вебпосилання
- Актові документи 2024 (Верховна виборча комісія Литви)
- Блог Реміґіюса Жемайтайтіса
- Веб-сайт (портал Сейму)